# Gervasio Guillot Martínez
Gervasio Enrique Guillot Martínez (30 de marzo de 1933 - 22 de enero de 2011) fue un magistrado uruguayo, ministro de la Suprema Corte de Justicia entre 1998 y 2003.

## Biografía
Tras graduarse como abogado en la Universidad de la República en 1962, ingresó al año siguiente al Poder Judicial como Juez de Paz en el departamento de Artigas, pasando en 1964 a desempeñarse como Juez de Paz en Durazno. Fue luego Juez Letrado de Canelones de 2º Turno desde 1965 (juzgado que pasó a ser el Juzgado Letrado de la ciudad de Las Piedras en 1966). En 1968 fue trasladado a Montevideo como juez Letrado de instrucción (en materia penal); posteriormente fue juez civil desde 1974 y juez de hacienda y de lo contencioso administrativo a partir de 1976.
En 1978 fue destituido de su cargo judicial por la dictadura militar imperante en el país en aquel momento. Se dedicó entonces al ejercicio de la abogacía y al periodismo. Al restaurarse la democracia en el año 1985, fue restituido en sus funciones judiciales y designado en septiembre de ese año como ministro del Tribunal de Apelaciones en lo Penal de 1.er Turno, donde permaneció por casi trece años.
En febrero de 1998, al producirse el cese en su cargo en la Suprema Corte de Justicia del ministro Luis Torello, Guillot era el ministro más antiguo de los Tribunales de Apelaciones del país. En tal carácter, y al no efectuar la Asamblea General  la designación de un nuevo ministro en el lapso de 90 días, quedó designado, de acuerdo a lo dispuesto por la Constitución para este caso, como ministro del máximo órgano judicial del país, cargo que pasó a desempeñar a partir de mayo de 1998.
Ocupó la presidencia de la Corte durante el año 2002, la que dejó en manos de Roberto Parga en febrero de 2003. En marzo de ese año dejó su cargo en el máximo tribunal judicial del país al cumplir los 70 años, edad máxima fijada por la Constitución para el desempeño de cargos judiciales.